# Dasythemis
Genre
Dasythemis est un genre d'insectes de la famille des Libellulidae appartenant au sous-ordre des anisoptères dans l'ordre des odonates. Il comprend quatre espèces.

## Espèces du genreDasythemis
- Dasythemis esmeralda Ris, 1910
- Dasythemis essequiba Ris, 1919
- Dasythemis minki (Karsch, 1890)
- Dasythemis venosa (Burmeister, 1839)